# Anonymous;Code
Anonymous;Code es una novela visual desarrollada por Mages y Chiyomaru Studio. Después de una serie de retrasos, el juego fue lanzado para PlayStation 4 y Nintendo Switch el 28 de julio de 2022 en Japón. Es parte de la serie Science Visual Novel, que también incluye Occultic;Nine, y a su vez parte de la serie más grande Science Adventure.
Un lanzamiento en inglés, publicado por Spike Chunsoft, se anunció en julio de 2022, y está previsto ser lanzado el 8 de septiembre de 2023.

## Argumento
En el año 2036, ocurre el «Problema del año 2036», donde un incidente que involucra computadoras conduce a la destrucción de las principales ciudades del mundo. Se espera que ocurra un evento similar en 2038, por lo que se usa una supercomputadora llamada Gaia para crear una Tierra alternativa usando un Simulador de la Tierra con el fin de estudiar los posibles efectos de la inminente catástrofe. El experimento inicialmente no fue concluyente debido a la posibilidad de tasas de natalidad bajas en la Tierra alternativa, por lo que se utilizó un mensaje llamado Mensaje de Arecibo para permitir que los humanos vivieran allí. Sin embargo, la humanidad en la Tierra alternativa luego crea su propio Simulador de la Tierra, lo que lleva a preguntas sobre la existencia de la Tierra original. El juego tiene lugar en 2037. El protagonista, un hacker llamado Pollon Takaoka, tiene una habilidad que le permite guardar y cargar momentos, al igual que las funciones de guardado de los videojuegos.

## Personajes
- Asuma Soga
- Bambi Kurashina
- Cross Yumikawa
- Graham Kingley
- Iroha Kyogoku
- Juno Saionji
- Liddie Kumar
- Momo Aizaki
- Nonoka Hosho

## Desarrollo
Anonymous;Code es desarrollado por Chiyomaru Studio y Mages, y está escrito por Chiyomaru Shikura. Es el primer trabajo independiente desarrollado por Chiyomaru Studio, y es parte de la serie Science Visual Novel, que también incluye Occultic;Nine. Esto fue inicialmente separado de la serie Science Adventure de los desarrolladores, pero luego se incorporó a ella. En contraste con el concepto de «líneas de mundo» horizontales en expansión infinita utilizado en el juego de Science Adventure de Shikura Steins;Gate, Anonymous;Code utiliza el concepto de «capas de mundo» verticales en expansión infinita, con el personaje principal capaz de manipular capas debajo de la suya, y tiene como tema el hacking. Según Shikura, el papel del juego es, en parte, resolver preguntas sin respuesta de la serie Science Adventure.
Shikura declaró que inicialmente quería aumentar la inmersión del juego aplicando una obra de arte única a cada escena y usando una animación completa durante los eventos importantes. Sin embargo, se dio cuenta de que el juego necesitaría al menos 3000 piezas de obra de arte (en contraste con las 100 habituales que se encuentran en las novelas visuales), sin contar los costos de producir las animaciones, y por lo tanto descartó esta idea. Su investigación sobre cómo reducir los costos de una novela visual inmersiva lo llevó a considerar la reutilización de la animación antigua, desarrollando Steins;Gate Elite a partir de esta idea.

## Lanzamiento
El juego fue lanzado para el PlayStation 4 y Nintendo Switch en Japón el 28 de julio de 2022, después de numerosos retrasos desde 2016. La versión de PlayStation Vita se anunció inicialmente, pero se canceló debido a la interrupción del sistema. La versión de PlayStation 5 ha sido burlada en el pasado.
El 2 de julio de 2022 se anunció una localización oficial en inglés y se lanzó por Spike Chunsoft en todo el mundo el 8 de septiembre de 2023 para PlayStation 4, Nintendo Switch y Windows.